# عزيزتي الحياة، قصة طبيب عن الحب والخسارة
عزيزتي الحياة، قصة طبيب عن الحب والخسارة هي مذكرات للطبيبة البريطانية راشيل كلارك، نشرتها شركة ليتل براون وشركاه عام 2020. وهو يَتبع الكتاب الأول لكلارك حياتك بين يدي الذي نُشِر في 2017، يليه مذكراتها الثالثة لالتقاط الأنفاس في عام 2021.